# 市橋村 (岐阜県稲葉郡)
市橋村（いちはしむら）はかつて岐阜県稲葉郡に存在した村である。
現在の岐阜市南西部に該当する。現在の地名は、市橋、今嶺、西荘、薮田、下奈良などである。
村名は、この地域に存在した荘園「市橋荘」に由来する。
岐阜市へ編入後も一帯は田園地帯であったが、1966年（昭和41年）に岐阜県庁舎がこの地に新築移転されたのをきっかけに、東海道本線西岐阜駅、県民ふれあい会館などが建設され、開発が進んでいる。

## 歴史
- 江戸時代末期、この地域は美濃国厚見郡に属し、加納藩領（西荘村・爪村・下奈良村・今嶺村）、旗本領（薮田村）であった。
- 1897年（明治30年）4月1日[1] - 厚見郡、各務郡、方県郡の一部が合併して稲葉郡となる。
- 1897年（明治30年）4月1日 - 今嶺村、爪村、西庄村、藪田村、下奈良村が合併して市橋村となる。
- 1950年（昭和25年）8月20日 - 市橋村が岐阜市に編入され、市橋村は消滅する。

## 学校
- 市橋村立市橋小学校（現・岐阜市立市橋小学校）
- 中学校は鏡島村の学校組合立精華中学校（現岐阜市立精華中学校）へ通学。